# Theuderich I.
Theuderich I. (5. století? – 534) byl druhý franský král, nejstarší syn krále Chlodvíka I. a jeho milenky Evochildy.
Theodorich se zapojil do války mezi durynským králem Herminafriedem a jeho bratrem Baderichem, za což mu byla přislíbena polovina Durynska. I když byl Baderich poražen, dobyté území se nevzdalo. V roce 531 Theuderich Durynsko znovu napadl, tentokrát s podporou Chlothara. Při této invazi Hermanafrid v boji padl a jeho království bylo Teuderichem v roce 531 anektováno. Následně všichni čtyři Chlodvíkovi synové bojovali s burgundskými králi Zikmundem a Godomarem III. Během invaze se Godomarovi podařilo uniknout, ale Zikmund byl Chlodomerem zajat. Theuderich si vzal Zikmundovu dceru Suavegottu za manželsku, zatímco Godomar shromáždil burgundskou armádu a království Burgundů získal zpět. Chlodomer s pomocí Theudericha následně znovu Godomara porazil, ale padl v bitvě u Vézeronce.
Theodorich poté se svým synem Theudebertem I. a bratrem Chlotharem znovu zaútočili na Durynsko. Při útoku bylo Durynsko dobyto a durynský král Herminafried zabit. Jeho svěřenkyně a nedospělá neteř Radegunda, dcera zesnulého krále Bertachara byla Chlotharem odvlečena do merovejské Galie, kde později byla donucena k manželství s Chlotharem. Theodorich zemřel v roce 534. Po jeho smrti přešel trůn v Metach na jeho syna Theudeberta. Theodorich také měl dceru Theodechildu, vnučku Zikmunda Burgundského a zakladatelku opatství St-Pierre le Vif v Sens.